# Municipio de Ugarchin
El municipio de Ugarchin (búlgaro: Община Угърчин) es un municipio búlgaro perteneciente a la provincia de Lovech.
En 2011 tiene 6505 habitantes, el 81,34% búlgaros, el 3,6% gitanos y el 1,64% turcos. La capital es Ugarchin, donde viven dos quintas partes de la población municipal.
Se ubica en el centro-norte de la provincia. Por su término municipal pasa la carretera E772, que une Yablanitsa con Shumen.

## Localidades
En el municipio hay 11 localidades:
1. Dragana (Драгана)
2. Golets (Голец)
3. Kalenik (Каленик)
4. Katunets (Катунец)
5. Kirchevo (Кирчево)
6. Lesidren (Лесидрен)
7. Mikre (Микре)
8. Orlyane (Орляне)
9. Slavshtitsa (Славщица)
10. Sopot (Сопот)
11. Ugarchin (Угърчин)